# مارك سكوت
مارك سكوت (10 مارس 1959 في المملكة المتحدة - ) (بالإنجليزية: Mark Scott)‏ هو لاعب كريكت بريطاني. شارك مع منتخب إنجلترا للكريكت.

## وصلات خارجية
- مارك سكوت على موقع إي آس بي آن كريك إنفو (الإنجليزية)